# Уайт, Майкл Джей
Майкл Джей Уайт (англ. Michael Jai White; род. 10 ноября 1967, Бруклин, Нью-Йорк, США) — американский актёр и мастер боевых искусств. Стал первым афроамериканцем, сыгравшим супергероя, исполнив главную роль в блокбастере 1997 года «Спаун». Кроме того, Уайт известен по ролям Сета в боевике «Универсальный солдат 2: Возвращение», Джакса в веб-сериале «Смертельная битва: Наследие», а также участию в кино- и телеадаптациях различных комиксов.
Также в 90-е годы Майкл Джей Уайт снимался в шоу «Зона Боёв», посвящённом боям без правил. Бойцы, победившие на арене давали интервью Брэду и Майку. Майком был именно Майкл Джей Уайт.
В 2011 году дебютировал в качестве режиссёра, сняв спортивную драму «Никогда не сдавайся 2». В июне 2015 года снял сиквел — «Никогда не сдавайся 3». В 2023 году выпустил фильм «Преступник Джонни Блэк».

## Биография
Майкл Джей Уайт родился 10 ноября 1967 года в бедном районе Бруклина. Когда ему исполнилось 7 лет, его мать переехала в соседний штат, где ей пообещали работу. Уайт начал заниматься боевыми искусствами в возрасте восьми лет. Он является опытным мастером боевых искусств и обладателем черных поясов в семи различных стилях: шотокан, тхэквондо, тансудо, годзю-рю (учился у мастера Эдди Моралеса), кобудо, ушу и кекусинкай, основным из этих стилей для Уайта является кекусинкай (хотя его стиль включает в себя аспекты различных боевых искусств). Путём силовых тренировок Уайт также сумел увеличить свой вес до 105 кг. После окончания колледжа 3 года отработал учителем в специальной школе для ребят с эмоциональными нарушениями. В этот же период он начинает получать первые предложения о работе в киноиндустрии.
Рост 185 см., вес 104 кг.

## Избранная фильмография
- 1995 — «Тайсон»[англ.] — Майк Тайсон
- 1997 — «Спаун» — Эл Симмонс / Спаун
- 1999 — «Универсальный солдат 2: Возвращение» — Сет
- 2001 — «Сквозные ранения» — Льюис Страт
- 2002 — «Трио 2: Ящик Пандоры»[англ.] — Хэмптон Хайнс
- 2003—2004 — «Статический шок» (мультсериал) — Осебо
- 2003—2005 — «Лига справедливости» (мультсериал) — Думсдэй
- 2006 — «Неоспоримый 2» — Джордж «Айсмен» Чемберс
- 2007 — «Зачем мы женимся?» — Маркус Уильямс
- 2008 — «Легенда о Брюсе Ли»[англ.] (телесериал) — Мохаммед Али
- 2008 — «Тёмный рыцарь» — Гэмбол
- 2009 — «Кровь и кость» — Исай Бон
- 2009 — «Чёрный динамит» — Чёрный динамит
- 2010 — «Зачем мы женимся снова?» — Маркус Уильямс
- 2010 — «Гетто» (мультсериал) — Бусидо Браун
- 2010 — «Смертельная битва: Перерождение» (короткометражный) — Джакс
- 2011—2015 — «Чёрный динамит» (мультсериал) — Чёрный динамит
- 2011 — «Смертельная битва: Наследие» (веб-сериал) — Джакс
- 2011 — «Тактическая сила» — Хант
- 2011 — «Никогда не сдавайся 2» — Кейс Уокер
- 2011 — «Бэтмен: Отважный и смелый» (мультсериал) — Татуированный
- 2011—2012 — «Хорошо это или плохо» (телесериал) — Маркус Уильямс
- 2013—2018 — «Стрела» (телесериал) — Бен Тёрнер / Бронзовый тигр[англ.]
- 2014 — «Андроид-полицейский»[англ.] — Хэммонд
- 2014 — «Восхождение Сокола»[англ.] — Джон «Сокол» Чепмен
- 2015 — «Работорговля» — Рид
- 2015 — «Шоколадный город[англ.]» — Принстон
- 2015 — «Исполнение приказа» — Джеймс Уэбстер
- 2016 — «Хроники мстителя[англ.]» — Баррингтон
- 2016 — «Азиатский связной» — Грэг Гриди[4]
- 2016 — «Никогда не сдавайся 3[англ.]» — Кейс Уокер[5]
- 2017 — «Спецназ: В осаде» — «Скорпион»
- 2017 — «Шоколадный город: Вегас-Стрип[англ.]» — Принстон
- 2017 — «Полицейские и воры» — Майкл[6]
- 2018 — «Несчастный случай[англ.]» — Мик
- 2018 — «Совершая убийство[англ.]» — Орландо Хадсон
- 2018 — «Закатать в асфальт» — «Бисквит»
- 2019 — «Тройная угроза[англ.]» — Деверо
- 2019 — «Тайный брат 2[англ.]» — Тайный брат
- 2021 — «Тёмное прошлое[англ.]» — Брайан
- 2021 — «Заложник-изгой[англ.]» — Спаркс
- 2021 — «Чёрная пятница[англ.]» — Арчи
- 2021 — «Бэтмен: Душа дракона» (мультфильм) — Бен Тернер
- 2022 — «Коммандо[англ.]» — Джеймс Бейкер
- 2023 — «Преступник Джонни Блэк» — Джонни Блэк